# Ugo Rasetto
Ugo Rasetto ou Rasetti (né le 26 mai 1903 à Turin dans le Piémont et mort à des dates inconnues), est un joueur de football italien, qui évoluait au poste de défenseur.

## Biographie
Entre 1922 et 1924, il évolue tout d'abord avec le club de l'Associazione Calcio Dilettantistica Settimo, en championnat de Terza Divisione (D3),. Durant l'automne 1924, il est placé sur la liste de transferts, et rejoint le club piémontais de la Juventus, en Prima Divisione (D1). 
Avec les bianconeri, il joue son premier match le 12 juillet 1925 lors d'une victoire 2-1 contre le Derthona. Il ne joue finalement que deux matchs en deux saisons à Turin, mais finit quand même champion d'Italie en 1925-26 (son seul et unique titre et par la même occasion le second titre de l'histoire de la Juve).
Durant la saison 1927-28, il est acheté par l'Alessandria, restant avec les grigi piémontais deux saisons durant (jouant 16 match en championnat). 
En 1929, il quitte le club, et rejoint la Dominante, en Serie B, et y reste durant deux saisons, avant que le club ne change de nom pour s'appeler Liguria puis en 1932 la Sampierdarenese. Avec ces derniers, il obtient une promotion en Serie B.
Il n'arrive ensuite plus à confirmer, et finit par être vendu à Piacenza. Avec les émiliens, il ne parvient pas à s'imposer comme titulaire, et ne dispute que deux matchs lors de la saison 1932-33.

## Palmarès
Juventus
- Championnat d'Italie (1) :
  - Champion : 1925-26.